# Arrondissement de Maastricht-Centre
L’arrondissement de Maastricht-Centre, en néerlandais stadsdeel Maastricht-Centrum, est un des cinq arrondissements de Maastricht.
Il se subdivise en plusieurs quartiers. Ces quartiers sont le Binnenstad, le Jekerkwartier, le Kommelkwartier, Statenkwartier, Boschstraatkwartier, Sint Maartenspoort, Wyck-Céramique.

## Sources